# Hupehsuchia
Hupehsuchia es un orden extinto de reptiles diápsidos, de los cuales Nanchangosauridae es su única familia conocida. El grupo tuvo una corta duración, con un rango temporal restringido a finales del piso Olenekiense, extendiéndose por algunos millones de años del Triásico Inferior. El orden toma su nombre de la provincia de Hubei en China, en la cual se han hallado muchos especímenes. Los miembros de este grupo son probablemente pertenecientes al clado Ichthyosauromorpha, en el que se incluyen los ictiosaurios.

## Descripción
Los hupehsuquios muestran una inusual combinación de características. La forma general del cuerpo es fusiforme, con una cola larga y grandes extremidades en forma de remo. El cráneo es alargado y las mandíbulas son desdentadas. El rostro se aplana con el premaxilar que se cree formaba la mayor parte de la superficie dorsal y lateral, mientras que el maxilar se restringe mayormente a la superficie ventral más allá de la base del rostro. Una abertura entre el hueso nasal y el hueso prefrontal en un espécimen de hupehsuquio (conocido como IVPP V3232) fue interpretado en principio como una fenestra anteorbital, pero ahora se cree que es un efecto producido por el daño a los huesos alrededor de este durante la preservación. Su posición tampoco es indicativa de una abertura nasal. Lo más probable es que las narinas se situaran entre el nasal y el maxilar en un área anterior a la de la supuesta fenestra anteorbital, si bien la preservación de esta área en los especímenes conocidos es demasiado pobre como para probar definitivamente que esa es la narina y no un efecto de la preservación, como es el caso de la fenestra.

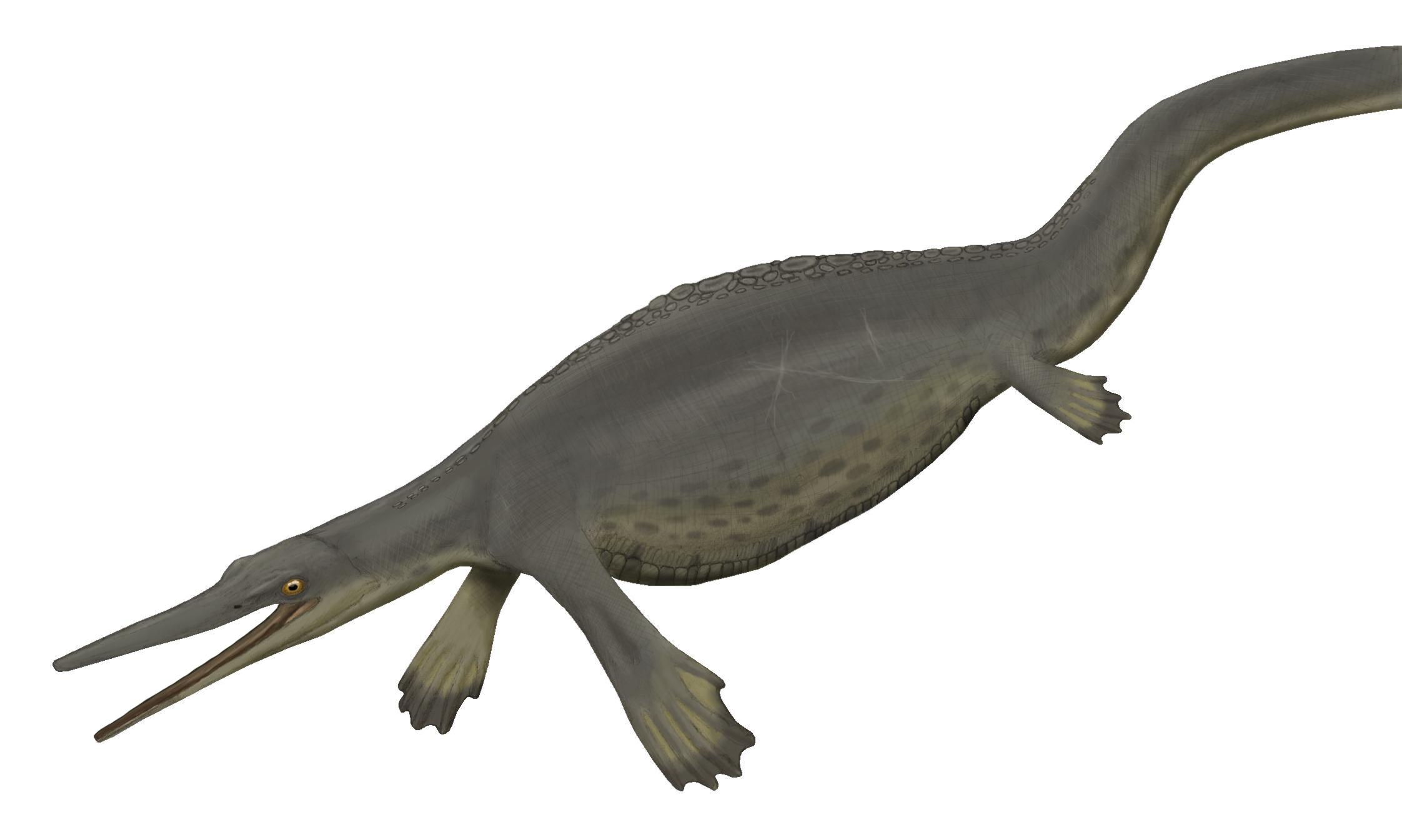
Recreación en vida de Hupehsuchus nanchangensis.

El cuello es relativamente alargado y las costillas cervicales son cortas. Un rasgo inusual de las espinas neurales de la región del tronco, desde la undécima vértebra hasta la primera caudal, es que cada una está dividida en dos unidades distintas por una línea de sutura. Una es proximal al resto de la vértebra y la otra es distal a esta. Hay cierto desplazamiento anteroposterior de estas dos unidades a lo largo de la columna vertebral, lo que sugiere que no estaban osificadas la una a la otra. En las vértebras 8-14, los extremos distales de las zonas distales de las espinas neurales se expanden posteriormente. Una expansión adicional anterior de la espina neural es vista en todas las vértebras que siguen a la decimocuarta. Estas regiones distales expandidas muestran cierta rugosidad, y que puede haber penetrado la dermis. Otra característica inusual de los hupehsuquios es la presencia de placas dérmicas sobre las espinas neurales en las aproximadamente 34 vértebras presacrales. Un pequeño hueso dérmico está superpuesto en cada espacio entre la expansión posterior de una espina neural distal y la expansión anterior de la que está detrás de esta. Sobre cada hueso dérmico hay placas mayores que se solapan directamente sobre las ya nombradas espinas neurales.    
Además, se han hallado gastralia en algunos especímenes que forma una especie de armadura ventral desde la cintura escapular hasta la pélvica. La fila del medio consiste de elementos grandes superpuestos en forma de V, y las filas laterales consisten de huesos más pequeños, cilíndricos y ampliamente espaciados.

## Géneros

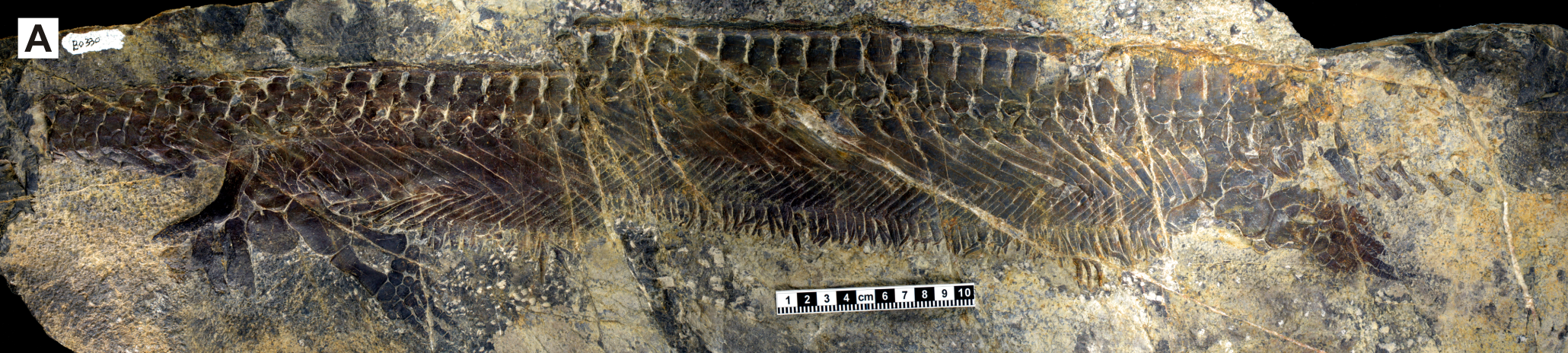
Holotipo de Parahupehsuchus.

Solo se ha nombrado a cinco géneros de hupehsuquios. Todos provienen de la Formación Jialingjiang en la provincia de Hubei, en China. Los geólogos dataron originalmente la Formación Jialingjiang en la edad del Anisiense del Triásico Medio, pero se cree que data de la edad levemente más antigua del Olenekiense del Triásico Inferior. El primer hupehsuquio descrito fue Nanchangosaurus, nombrado en 1959. Un único esqueleto de Nanchangosaurus suni (la única especie de ese género) ha sido hallado en la Caliza Daye en el distrito Hsunjian de la provincia de Hubei. Otro género, Hupehsuchus, fue nombrado en 1972 a partir de restos de una localidad en la municipalidad de Xunjian en Nanzhang. Nanchangosaurus y Hupehsuchus no difieren mucho entre sí, y probablemente eran muy similares en su apariencia. Nanchangosaurus posee un hueso frontal que participa del borde de la órbita ocular y es muy largo, más parecido a lo visto en los diápsidos basales. Adicionalmente, las placas dorsales carecen de relieve. En Hupehsuchus, las zigapófisis de la región del tronco están más modificadas, mientras que las de Nanchangosaurus se parecen más a las de los primitivos reptiles terrestres. En general, Nanchangosaurus era de menor tamaño que Hupehsuchus, y aunque varias características del único espécimen conocido del primero sugieren que podría ser un individuo juvenil, otras diferencias entre ambos géneros claramente no son ontogénicas y excluirían la posibilidad de que el espécimen de Nanchangosaurus pudiera ser un ejemplar inmaduro de Hupehsuchus. Las formas diferentes de preservación pueden ser tomadas en cuenta para las diferencias observadas en ambos géneros. Es importante señalar que todos los especímenes de Hupehsuchus están preservados en vista lateral, mientras que el de Nanchangosaurus está preservado en vista dorsal (excepto por las espinas neurales, las cuales son probablemente demasiado largas para estar preservadas de esa manera). Hupehsuchus posiblemente tenía un cuerpo más comprimido lateralmente que Nanchangosaurus, lo cual pudo dar como resultado, el favorecer la preservación en vista lateral. Un tercer género, Parahupehsuchus, fue nombrado en 2014 de la Formación Jialingjiang y difiere tanto de Nanchangosaurus como de Hupehsuchus al tener un cuerpo mucho más alargado. Tenía una serie de costillas anchas y aplanadas que se conectaban entre sí y con la gastralia densamente agrupada en el vientre, formando un "tubo óseo" que cerraba el torso. El cuarto género descrito, Eohupehsuchus, fue descrito también en 2014 y tenía un cuello más corto que los otros hupehsuquios, con solo seis vértebras cervicales.

### Géneros sin nombrar

#### SSTM 5025

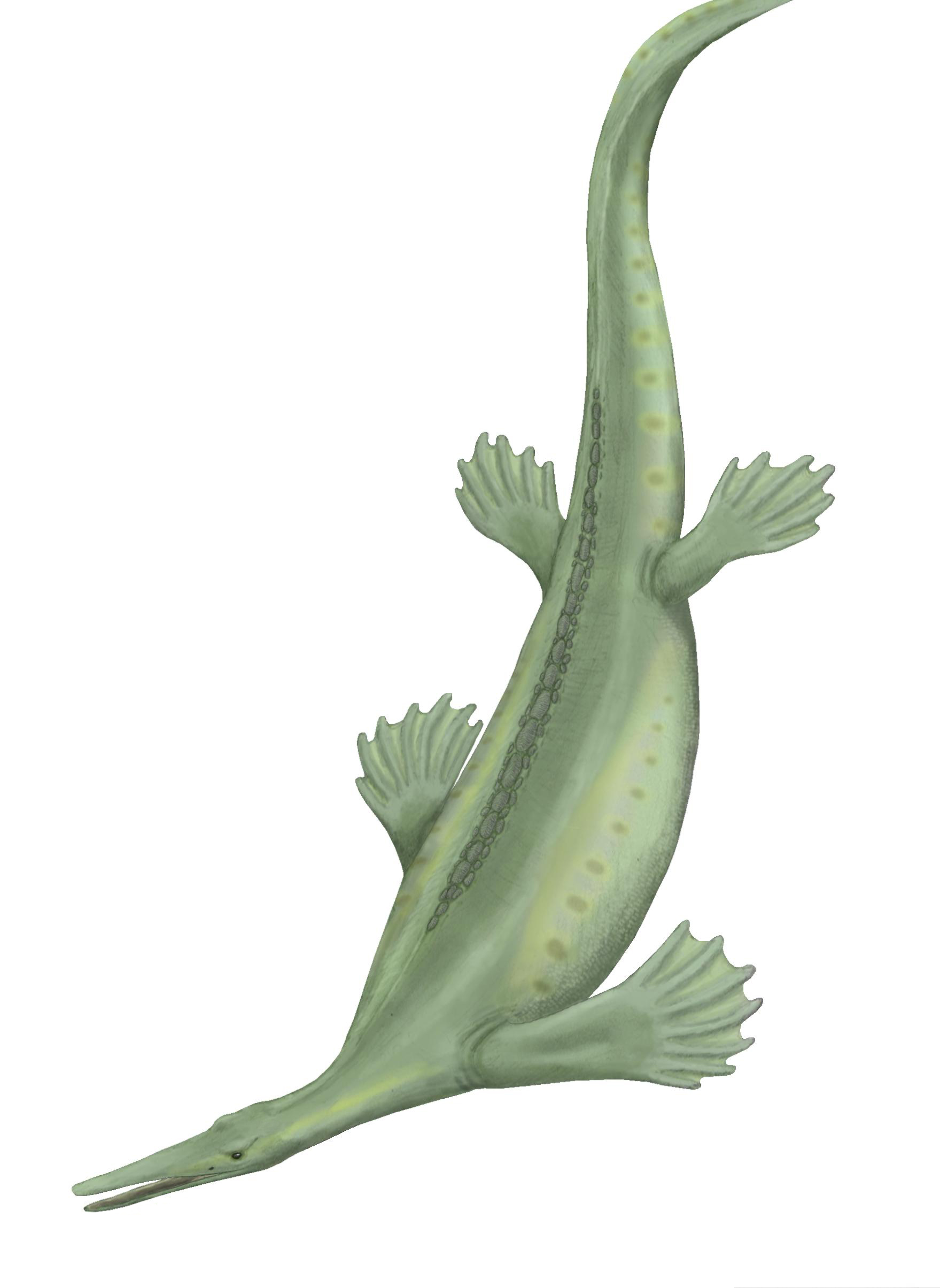
Recreación en vida de un hupehsuquio polidáctilo basada en SSTM 5025.

A finales de 2003, fueron mencionados brevemente dos especímenes de hupehsuquios llamados SSTM 5025 y V4070, de la misma localidad de Hupehsuchus en la revista Nature. SSTM 5025 es notable por mostrar polidactilia, en la cual existen dedos adicionales a los cinco por extremidad que tienen como máximo los tetrápodos avanzados. La polidactilia también es conocida en los ictiosaurios. Sin embargo, en estos últimos esta condición ocurre bien como una polidactilia bilateral en el caso de los oftalmosáuridos (con dígitos extra anteriores al dígito I y posteriores al dígito V) o como una bifurcación de las falanges interdigital o postaxial que es el caso de los ictiosaurios no oftalmosáuridos. La polidactilia preaxial se presenta en SSTM 5025, en la cual los dígitos adicionales solo se desarrollan anteriormente al dígito I. Esta condición es vista en los tetrápodos primitivos del período Devónico, tales como Ichthyostega y Acanthostega. SSTM 5025 posee siete dígitos en los miembros delanteros y seis en los posteriores. Las amplias manos y pies del espécimen se parecen a las aletas similares a patas de los actuales ranisapos.

## Taxonomía y filogenética

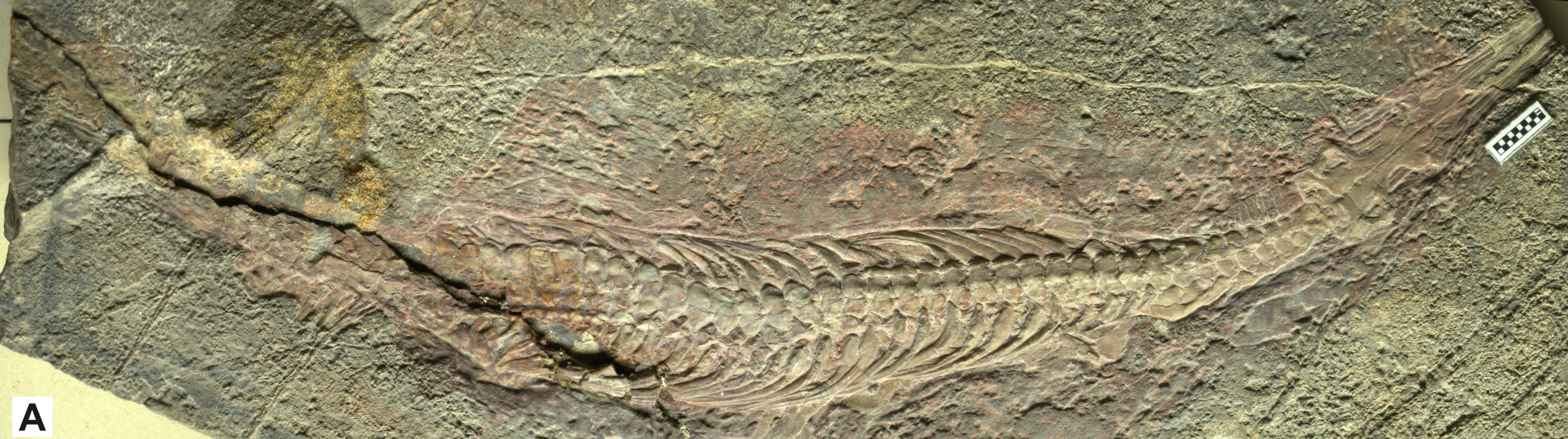
Holotipo de Nanchangosaurus.

Hupehsuchia fue definido originalmente como un suborden de "Thecodontia" en 1972, cuando se pensaba que se trataba de un grupo de arcosaurios primitivos. También se consideró que estaba relacionado con otros varios grupos de reptiles del Triásico que se creía eran bastante diferentes. La presencia de una supuesta fenestra anteorbital fue vista como evidencia a favor de la agrupación de los hupesuquios con Archosauria, pero la fenestra anteorbital característica de los arcosaurios se halla rodeada por el maxilar y el lacrimal, no por los huesos nasal y prefrontal. Las placas dérmicas también se consideraban evidencia de que tenían ancestros arcosaurios terrestres, y se hicieron comparaciones con algunas especies primitivas de arcosaurios acorazados. Sin embargo, un estudio posterior de 1976 no logró hallar similitudes entre las placas dérmicas de los hupehsuquios y la armadura de los primeros arcosaurios. Probablemente los ancestros de los hupehsuquios fueron diápsidos terrestres mucho más primitivos, como sugieren varias sinapomorfias que comparten con esos ancestros primitivos. En 1991, se reconoció que Hupehsuchia era un orden diferente gracias a la aplicación de mejores métodos de preparación de especímenes fósiles que permitieron revelar nuevas características que distinguen a Hupehsuchia de todos los órdenes de diápsidos conocidos.
La posición de la narina en los hupehsuquios antes mencionada puede ser tomada como evidencia de posibles afinidades con los ictiosaurios, ya que se encuentra en la misma área en general que la de los ictiosaurios. Los hupehsuquios se parecen a los primeros ictiosaurios en su apariencia externa con cuerpos levemente fusiformes y colas largas, estrechas y sin una aleta en forma de media luna. Otras características compartidas con los ictiosaurios incluyen un supraoccipital similar al que es observado en las formas primitivas, una región anteorbital relativamente larga, y un proceso transverso corto para las costillas. Sin embargo, también hay un buen número de diferencias entre ambos grupos. En los hupehsuquios, las superficies de los centros vertebrales que se articulan entre sí son característicamente planos, o acélicos, mientras que en los ictiosaurios estos son notablemente heterocélicos (es también importante señalar que las superficies de los centros de los posibles ancestros diápsidos primitivos de los hupehsuquios eran anficélicos). No obstante, hay algunos ictiosaurios primitivos y parientes de estos tales como Chaohusaurus y Utatsusaurus que poseen vértebras que no son muy heterocélicas y se parecen más a las de los hupehsuquios. A diferencia de los ictiosaurios más avanzados, los centros de estos dos géneros eran casi igual de largos que de altos. En los hupehsuquios, en los cuales los arcos neurales dominan la columna vertebral, la altura de los centros es reducida y la proporción de la altura respecto a la longitud es menor, lo que significa que los centros son casi tan largos como altos. Esto puede sugerir que los hupehsuquios pueden haber evolucionado a partir de un pariente de los ictiosaurios. También se ha sugerido que los hupehsuquios estaban relacionados o eran miembros de Sauropterygia. De hecho, Nanchangosaurus fue clasificado como un sauropterigio en su descripción inicial.
Muchos de los rasgos vistos en los especímenes conocidos de hupehsuquios que son comparables a los de diápsidos mejor conocidos pueden no necesariamente ser evidencia de su relación o ascendencia. El rostro y mandíbula de los hupehsuquios han sido comparados con los de otros tetrápodos secundariamente acuáticos como los plesiosaurios, cetáceos, y el ave marina primitiva Hesperornis, todos los cuales han desarrollado una morfología similar independientemente en respuesta a la necesidad de adaptarse al ambiente marino.   

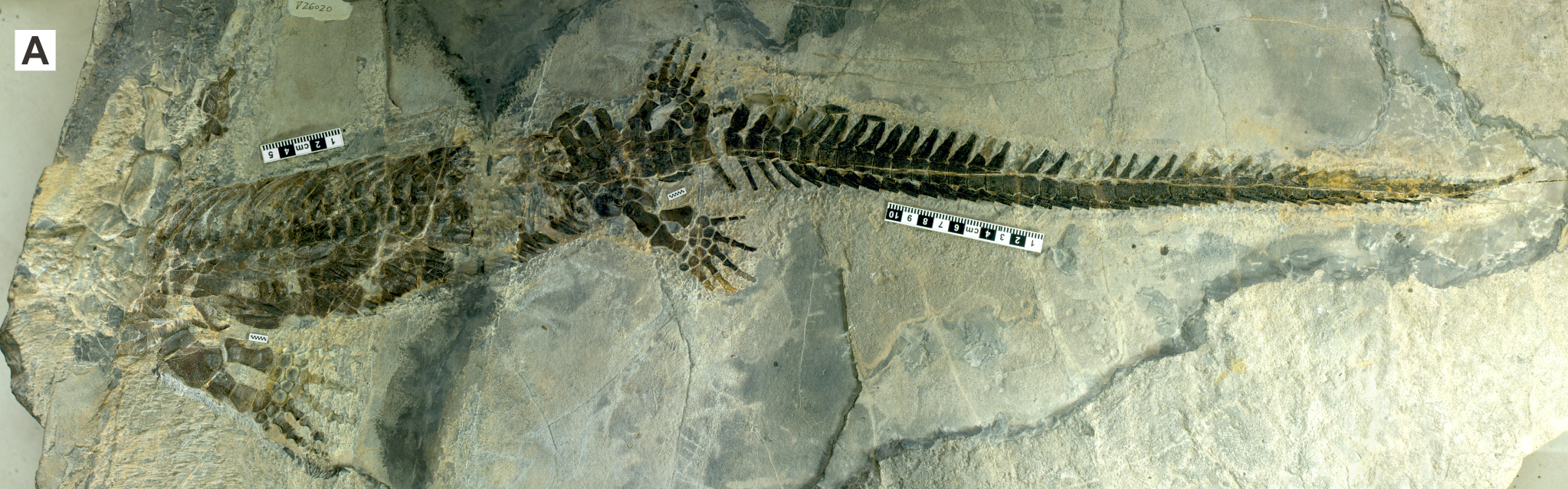
Holotipo de Eretmorhipis.

La clasificación de los Hupehsuchia sigue siendo dificultosa debido a que muchos de los rasgos avanzados que se presentan en este clado que podrían ser útiles en los análisis filogenéticos también están presentes en otros grupos no relacionados de reptiles secundariamente acuáticos, y que el registro en general de los diápsidos del Pérmico Superior a Triásico Inferior es relativamente pobre, lo que hace difícil hallar taxones cercanamente relacionados o ancestrales. Incluso las clasificaciones en niveles superiores son complicadas porque muchas de las plesiomorfias que caracterizan a dichos grupos están ausentes en los altamente derivados hupehsuquios adaptados al mar. Por ejemplo, varias características sugieren que Hupehsuchia se incluye dentro de Neodiapsida, pero muchas de las características derivadas que definen el clado están ausentes o son difíciles de distinguir en los hupehsuquios, incluso si sus ancestros poseyeron dichas características en algún punto. Tres de las características derivadas de los Neodiapsida son el reducido número de dientes en el pterigoideo, ausencia de dientes en el parasfenoides, y la falta de dientes caniniformes maxillares, pero ninguna de estas aplica a los hupehsuquios porque ellos carecen de dientes por completo. Muchos otros rasgos derivados que definen a los neodiápsidos se ubican en las extremidades y las cinturas escapular y pélvica, pero estos rasgos no se observan los reptiles marinos debido a que sus extremidades están altamente modificadas. Varios rasgos del cráneo no pueden ser vistos en los hupehsuquios debido a la pobre preservación de los restos. Por lo tanto, cualquier clasificación de Hupehsuchia dentro de Neodiapsida es tentativa hasta que se hallen más especímenes.